# Marina Ginestà
Marina Ginestà i Coloma, född 29 januari 1919 i Toulouse, död 6 januari 2014 i Paris, var en spansk veteran från det spanska inbördeskriget. Hon blev känd genom ett fotografi av Juan Guzmán på taket av Hotel Colón i Barcelona under militärupproret i juli 1936. Det är ett av de mest berömda fotografierna från kriget.

## Biografi
Ginestà föddes i en familj som emigrerat från Spanien till Frankrike. Hennes föräldrar var båda skräddare med vänstersympatier. Fadern Bruno Ginestà Manubens kom från Manresa och modern Empar Coloma Chalmeta från Valencia. Familjen flyttade i början av 1930-talet till Barcelona, där Ginestà organiserade sig tillsammans med andra kommunistiska ungdomar. I juli 1936 anlände hon till Hotel Colón för att arbeta som översättare och maskinskriverska för Michail Koltsov, en korrespondent för den sovjetiska tidningen Pravda. 
Eftersom hon inte var involverad i striderna var fototillfället på Hotel Colón den enda gången Ginestà bar vapen.
Senare blev Ginestà kritisk till stalinisterna. Hon engagerade sig i det anti-stalinistiska POUM (där även författaren George Orwell var medlem) och det anarkosyndikalistiska CNT.
Ginestà sårades under kriget och evakuerades till Montpellier. När Nazityskland ockuperade Frankrike flydde hon till Dominikanska republiken, där hon gifte sig. 1946 var hon tvungen att fly igen; hon gifte sig 1960 med en belgisk diplomat och återvände till Barcelona. 1978 flyttade hon till Paris.    
Ginestà själv såg det berömda fotografiet först 2006.